# Перум Черал Ірумпорай
Перум Черал Ірумпорай — південноіндійський правитель з династії Чера. Відомий своїм вторгненням до володінь Тагадура з династії Адігаман. Йому присвячена восьма глава поеми Патіррупатту авторства Арісіла Кілара.